# V-22 오스프리

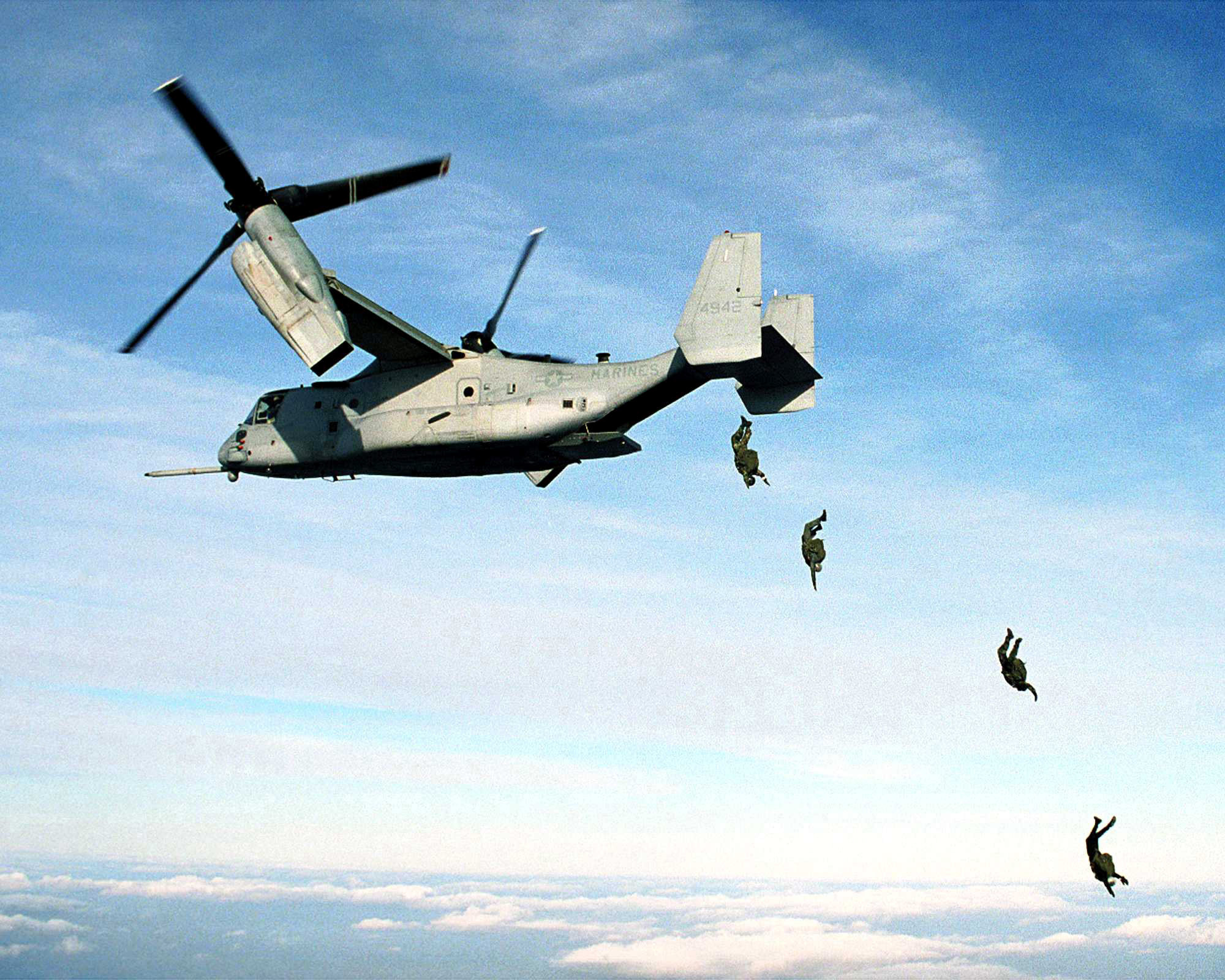
2003년 1월 17일, 미국 해병대 대원들이 오스프리에서 낙하하고 있다.

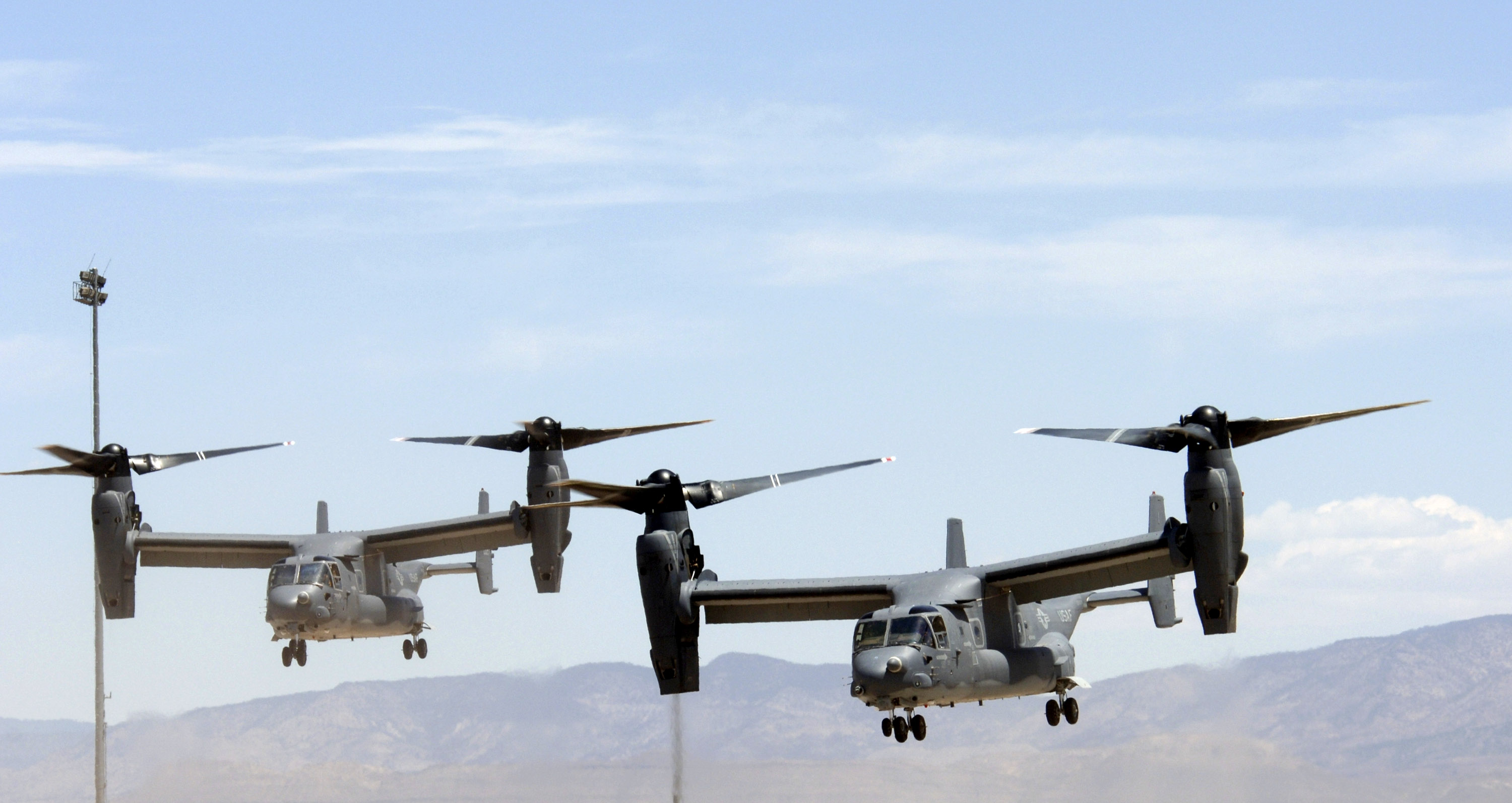
2006년 5월 26일 미국 공군의 CV-22 오스프리 2대가 홀만 공군 기지에 착륙을 준비하고 있다. 당시에 미 공군의 재고량은 총 3대였다.

V-22 오스프리(V-22 Osprey)(오스프레이)는 미국의 틸트로터 군용기로, 수직이착륙 (VTOL: vertical takeoff and landing)과 단거리 이착륙 (STOL: short takeoff and landing) 능력을 가진 수송기다. 전통적인 헬리콥터의 임무를 수행하면서도, 보다 먼 작전거리와 터보프롭 비행기의 빠른 속도를 가지도록 개발되었다. 미해병 CH-46 시나이트 헬기의 전투행동반경이 296km인데 비해, 미해병 MV-22 오스프리의 작전반경은 722km, 항속거리 3,590km다. 미국의 벨 헬리콥터 텍스트론에서 개발하고 제작한다. 이 회사의 공장은 보잉 헬리콥터와 파트너 관계를 맺고 있다.

## 사용국
- 미국 -
- 일본 - 17대 주문

## 제원 (MV-22B)
정보의 출처: Norton, Boeing, Bell guide, Naval Air Systems Command, and USAF CV-22 fact sheet
일반 특성
- 승무원: 4명 (조종사, 부조종사, 2명의 기관사)
- 용량: 

이라크에서 V-22의 전투행동반경, 작은 원이 CH-46E의 전투행동반경

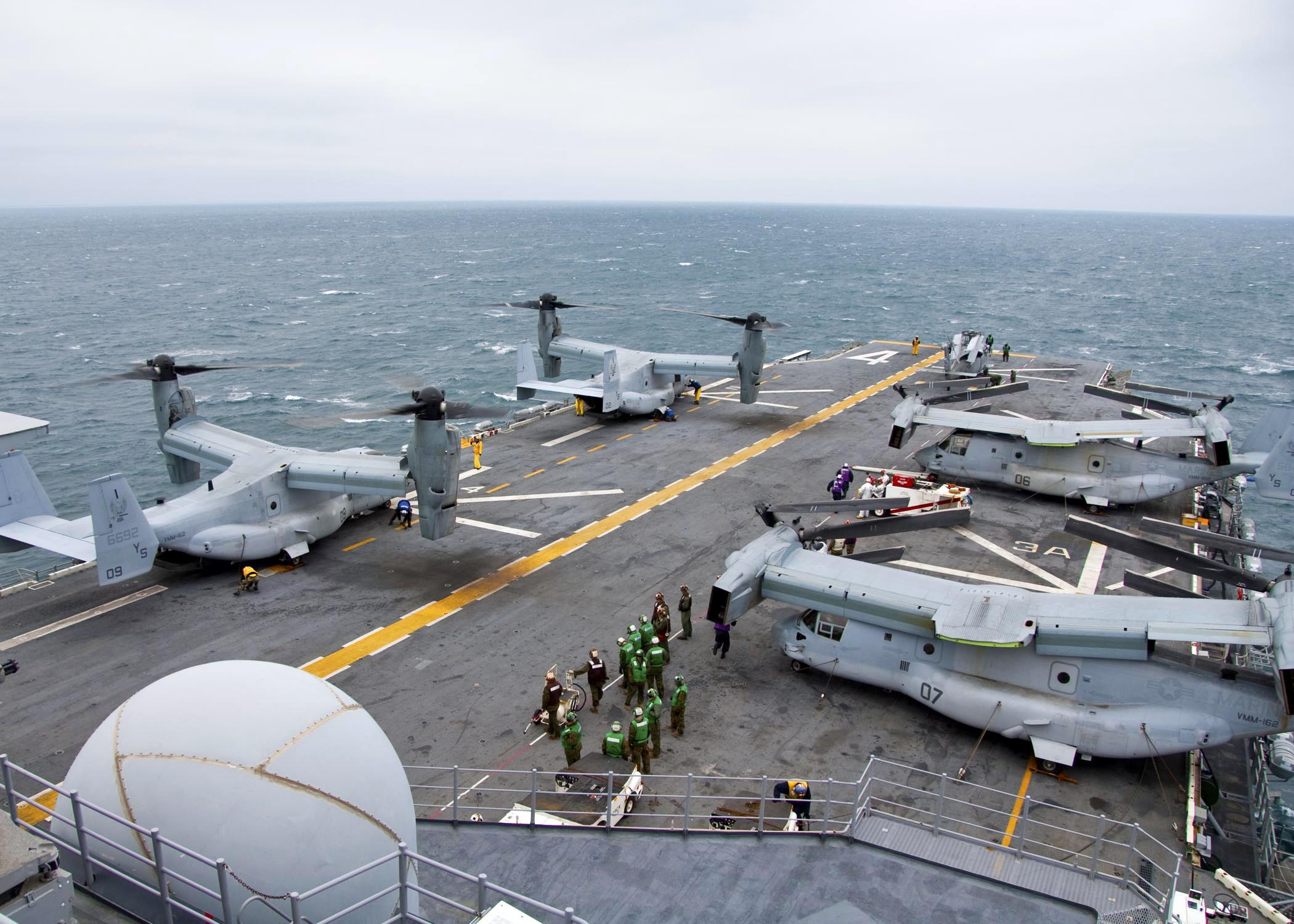
2010년 USS 낫소 (LHA-4)에 탑재된 4대의 오스프리

  - 보병 24명(좌석), 32명(입석), 또는
  - 20,000 lb (9,070 kg)의 내부화물, 또는 최대 15,000 lb (6,800 kg)의 외부화물 (dual hook)
  - 1× 그로울러 오스프리 수송 전용 짚차[9][10]
- 길이: 57 ft 4 in (17.5 m)
- 로터직경: 38 ft 0 in (11.6 m)
- Wingspan: 45 ft 10 in (14 m)
- Width with rotors: 84 ft 7 in (25.8 m)
- 높이: 22 ft 1 in/6.73 m; overall with nacelles vertical (17 ft 11 in/5.5 m; at top of tailfins)
- 원판면적: 2,268 ft² (212 m²)
- Wing area: 301.4 ft² (28 m²)
- 공허중량: 33,140 lb (15,032 kg)
- 탑재중량: 47,500 lb (21,500 kg)
- 최대이륙중량: 60,500 lb (27,400 kg)
- 엔진: 2× Rolls-Royce Allison T406/AE 1107C-Liberty turboshafts, 6,150 hp (4,590 kW)  각각

성능
- 최대속도: 250 knots (463 km/h, 288 mph) at sea level / 305 kn (565 km/h; 351 mph) at 15,000 ft (4,600 m)[11]
- 순항속도: 241 knots (277 mph, 446 km/h) at sea level
- 항속거리: 879 nmi (1,011 mi, 1,627 km)
- 전투행동반경: 390 nmi (426 mi, 722 km)
- 최대항속거리: 1,940 nmi (2,230 mi, 3,590 km) with auxiliary internal fuel tanks
- 상승한도: 25,000 ft (7,620 m)
- 상승률: 2,320 ft/min (11.8 m/s)
- 원판하중: 20.9 lb/ft² at 47,500 lb GW (102.23 kg/m²)
- 출력대중량비: 0.259 hp/lb (427 W/kg)

무장
- 1× 7.62 mm (.308 in) M240 machine gun or 0.50 in (12.7 mm) M2 Browning machine gun on ramp, removable
- 1× 7.62 mm (.308 in) GAU-17 minigun, belly-mounted, retractable, video remote control in the Remote Guardian System [optional][12][13]